# Josemaría Escrivá de Balaguer
São Josemaría Escrivá de Balaguer (Barbastro, Aragão, 9 de janeiro de 1902 – Roma, 26 de junho de 1975), foi um sacerdote católico espanhol e fundador do Opus Dei, uma Prelazia Pessoal da Igreja Católica. Foi canonizado em 2002 por São João Paulo II. Sua festa litúrgica é celebrada no dia 26 de junho.

## Biografia
Filho de José Escrivá de Balaguer Corzán e de Maria de los Dolores Albás y Blanc, Josemaría era o segundo filho de uma família de seis irmãos. Seu nome de batismo era José María Julián Mariano. Passou a sua infância em Barbastro, na província de Aragão (Espanha), onde fez os primeiros estudos no colégio dos Padres Escolápios. Quando tinha doze anos, o negócio do seu pai faliu e, com os seus pais e a sua irmã mais velha, foi viver para Logroño, La Rioja. Inicialmente, Josemaría sonhava estudar arquitetura, mas num dia de inverno, um acontecimento veio a mudar a sua vida: enquanto caminhava, deparou-se com as pegadas de um carmelita, que andava descalço pela neve. Este testemunho generoso de um religioso entregue a Deus até as últimas consequências tocou-o muito profundamente, e pouco tempo depois tomou a decisão de abraçar o sacerdócio.
As ordens menores de ostiário e de leitor foram-lhe conferidas pelo Cardeal Soldevila em 17 de dezembro de 1922. O subdiaconado foi-lhe conferido por D. Miguel de los Santos no dia 14 de junho de 1924, na igreja do Seminário de São Carlos e das mãos do mesmo D. Miguel e na mesma igreja em 20 de dezembro de 1924 recebeu a Sagrada Ordem do Diaconado.
Recebeu a ordenação sacerdotal em Saragoça, na igreja de São Carlos, no sábado de Têmporas, a 28 de março de 1925: conferiu-lhe D. Miguel de los Santos Díaz de Gómara. A sua primeira missa celebrou-a na "Santa e Angélica Capela do Pilar de Saragoça", no dia 30 de março de 1925, às dez e meia da manhã, em sufrágio pela alma de seu pai, José Escrivá Corzán, que havia falecido no dia 27 de novembro de 1924.
Iniciou a sua atividade pastoral em paróquias rurais, continuando-a posteriormente pelos bairros pobres e pelos hospitais de Madrid, onde realizou numerosas obras de misericórdia, e entre os estudantes universitários. Nessa época exerce o cargo de capelão do Patronato de Enfermos.

### Fundação do Opus Dei
A 2 de Outubro de 1928, então festa dos Santos Anjos da Guarda, durante uns dias de retiro espiritual em Madrid, na Casa Central dos Lazaristas, na rua Garcia de Paredes, vê  o Opus Dei, que pode ser definido como um caminho de santificação no trabalho profissional e no cumprimento dos deveres ordinários do cristão, e, a partir deste momento, dedica grande parte da sua atividade a promover esta procura cristã de identificação com Jesus Cristo, preferencialmente trilhado no mundo, na vida quotidiana, através do exercício do trabalho profissional e do cumprimento dos deveres pessoais para com Deus, a família e a sociedade, por cada indivíduo, atuando assim como um fermento de valores humanos e cristãos em cada ambiente onde estiver inserido.
Se, até então, a moeda corrente era a de que "se queres ser santo, entra para um mosteiro ou convento", Escrivá veio relembrar que a Igreja ensinava que todos os cristãos tinham a obrigação de lutar por serem santos e que o chamamento à santidade é para todos sem distinção: leigos e religiosos.
Com efeito, em carta de 6-V-1945, escrevia: Concebia-se o apostolado como uma ação diferente - distinta - das ações normais da vida corrente: métodos, organizações, propagandas, que se incrustavam nas obrigações familiares e profissionais do cristão - às vezes, impedindo-o de as cumprir com perfeição - e que constituíam um mundo à parte, sem se fundirem nem se entretecerem com o resto da sua existência.
Monsenhor Escrivá de Balaguer é considerado por muitos como um precursor do Concílio Vaticano II, que teria início mais de trinta anos depois, ao atribuir um papel preponderante ao cristão leigo comum no trabalho de evangelização da sociedade através da sua vida profissional ordinária. Durante o período imediato do pós-guerra na Espanha, crescem as incompreensões por parte daqueles que não entendem o "chamamento universal à santidade" pregado pelo Fundador do Opus Dei. Por essa razão, o Opus Dei e o fundador foram várias vezes vítimas de calúnias por parte de pessoas que não compreendiam o espírito da organização, bastante progressista para o seu tempo. Efetivamente, enquanto apresentava os moldes essenciais do Opus Dei na Cúria Romana, um Cardeal disse-lhe que "tinha chegado com um século de antecedência".
A partir de 14 de fevereiro de 1930, esse apostolado foi estendido às mulheres. Em 1933 é aberto o primeiro centro do Opus Dei, a Academia DYA, destinada principalmente a estudantes de Direito e Arquitetura. A Academia transforma-se numa residência universitária onde S. Josemaría e os primeiros membros vão difundir a mensagem do Opus Dei entre os jovens; simultaneamente realizam catequese e atendimento aos pobres e doentes dos bairros periféricos de Madrid, de tudo é mantido informado o bispo de Madrid-Alcalá D. Leopoldo Eijo y Garay que dá a sua aprovação. Nesta época publica Considerações espirituais, precursor do livro Caminho.
Desde de 1931 vinha assistindo aos retiros da "Congregação de São Filipe Neri de leigos servos dos doentes do Santo Hospital Geral de Madrid" e, no domingo anterior ao dia 5 de abril de 1932, fez a profissão na Congregação que foi ratificada em 10 de junho de 1934, também conhecida como dos Filipenses e que se ocupava de atender aos doentes do Hospital Geral de Madrid (hoje Centro cultural Rainha Sofia). A finalidade da Congregação era a prática da caridade com os doentes, "contemplando em cada um a imagem viva de Cristo, pela reflexão de que Sua Majestade diz que recebe em Si mesmo quanto se faz por eles, e oferece não menor prêmio do que o da sua eterna glória".

### Guerra Civil Espanhola (1936-1939)
Josemaría vivia e exercia o seu apostolado em Madrid quando rebentou a Guerra Civil Espanhola. Esteve várias vezes prestes a ser capturado por militantes republicanos a anticlericais. Para escapar à perseguição refugiou-se na Legação de Honduras e em diversos outros lugares. Mesmo durante a guerra, dedicou-se clandestinamente ao trabalho pastoral atendendo seus "filhos", como costumava chamar aos fiéis do Opus Dei, espalhados por todo o país. Consegue sair de Madrid, atravessa os Pirenéus por Andorra até o sul da França e instala-se em Burgos até ao término da guerra civil.
Com o fim da guerra civil retorna a Madrid e inicia a expansão do seu trabalho apostólico em outras cidades da Espanha. O início da Segunda Guerra Mundial impede o começo do trabalho em outros países. A partir de 14 de fevereiro de 1943, com a fundação da Sociedade Sacerdotal da Santa Cruz, o Opus Dei começou também a receber sacerdotes.

### Anos em Roma (1946-1975)
Quando a Segunda Guerra Mundial terminou, Escrivá mudou-se para Roma, sede da Igreja Católica, deixando claro que o Opus Dei era universal, destinado a todos os homens de todas as nacionalidades de todos os tempos. Além disso, preocupava-o o facto do Opus Dei não ter um enquadramento jurídico adequado à sua realidade laical, pelo que instalar a sede junto da Cúria romana poderia vir a acelerar o processo. No entanto, só nos anos 1980, com João Paulo II, já depois da sua morte, é que foi encontrada a forma jurídica desejada pelo fundador. Em 1947, consegue da Santa Sé a primeira aprovação pontifícia para o Opus Dei.
Em 1948, funda, em Roma, o Colégio Romano de Santa Cruz, destinado à formação de homens do Opus Dei provenientes de todas as partes do mundo. O Papa Pio XII concede, em 1950, aprovação definitiva ao Opus Dei permitindo, então, o ingresso de pessoas casadas na instituição. Em 1953, funda o Colégio Romano de Santa Maria, centro internacional para a formação espiritual, teológica e apostólica de mulheres do Opus Dei.
Durante os mais de 25 anos em que viveu em Villa Tevere, nome pelo qual é conhecido o complexo de edifícios em Roa que constituem a Sede Central do Opus Dei, Escrivá trabalhou intensamente quer no governo do Opus Dei quer no apostolado junto dos seus membros. Principalmente a partir de 1970, realizou várias viagens à Europa (Portugal e Espanha) e à América do Sul (Brasil , Argentina, México, Chile, Peru, Equador e Venezuela), tendo ficado célebres os encontros informais que tinha em grandes auditórios com várias pessoas, membros e não-membros do Opus Dei, onde contava histórias, respondia a perguntas e exortava a um contato pessoal mais íntimo com Deus e um fortalecimento da vida cristã no meio do mundo. Falou muito sobre o amor ao Papa e à Igreja.

### Atividades e titulações
Licenciado em Direito pela Universidade de Saragoça e Doutor em Direito Civil pela Universidade de Madrid, foi também Doutor em Teologia pela Universidade de Laterano (Roma), Doutor honoris causa pela Universidade de Saragoça, Grão Chanceler da Universidade de Navarra, (Pamplona, Espanha) e da Universidade de Piura, (Peru). Em 1947, a Câmara Municipal de Barbastro confere-lhe o título de "Filho Predilecto" da cidade. Recebeu ainda os títulos de "Filho Adotivo" de Barcelona e de Pamplona.

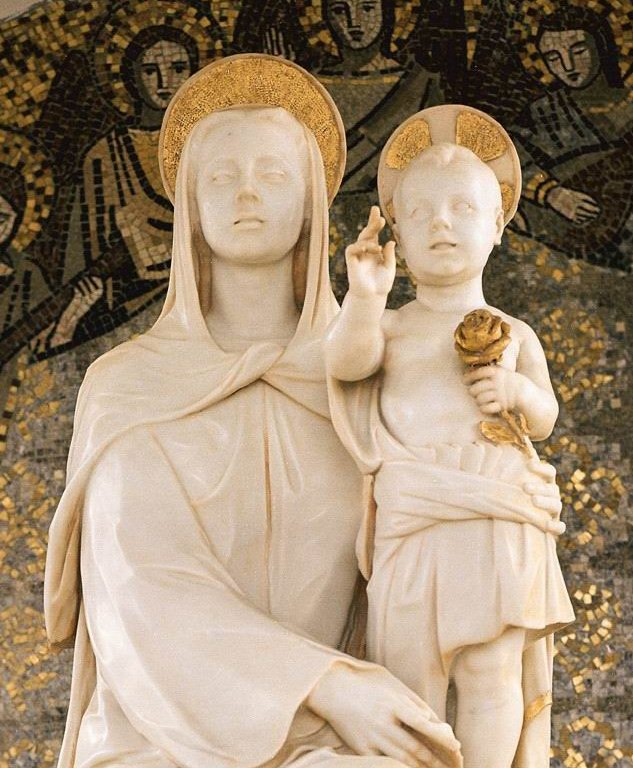
A Mãe do Amor Formoso, presente de Escrivá à Universidade de Navarra. João Paulo II disse: "O amor a Nossa Senhora foi uma característica constante da vida de Josemaría Escrivá".

Recebeu também as Grã-Cruzes de: São Raimundo de Penhaforte; Afonso X, o Sábio; Ordem de Isabel a Católica; Ordem de Carlos III e a Grâ-Cruz da Ordem da Beneficência.
Foi ainda Reitor do Real Patronato de Santa Isabel (Madrid, 1934), Superior do Seminário de São Francisco de Paula, (Saragoça), professor de Ética Geral e Moral Profissional na Escola de Jornalismo de Madri, além de professor de Direito Canônico e de Direito Romano em Saragoça e em Madrid.
Prelado de Honra de Sua Santidade e membro da Pontifícia Academia Romana de Teologia, trabalhou como Consultor da Sagrada Congregação de Seminários e Universidades. Em 1961 foi nomeado pelo Papa João XXIII como consultor da Comissão Pontifícia para a interpretação autêntica do Código de Direito Canônico.
Sob o seu impulso foi criada a Universidade de Navarra, em Pamplona, uma das universidades mais prestigiadas da Europa, e reconstruído o Santuário de Nossa Senhora de Torreciudad, em Aragão, onde sua mãe o levara com poucos anos de vida em agradecimento por ele ter sobrevivido a uma doença grave.
Entre as suas obras publicadas relacionam-se, além do estudo teológico-jurídico La Abadesa de las Huelgas, trabalhos de orientação e aconselhamento espiritual traduzidos em diversos idiomas como Caminho, Sulco, Santo Rosário, Cristo que passa, Amigos de Deus, Via Sacra. Sob o título Questões atuais do Cristianismo, foram publicadas algumas entrevistas que concedeu à imprensa.
Morreu a 26 de junho de 1975, vítima de parada cardiorrespiratória. O seu corpo foi sepultado na Igreja Prelatícia de Santa Maria da Paz, na sede central da Prelazia em Roma, e atualmente encontra-se debaixo do altar principal.

## Beatificação e canonização
Após o seu falecimento, 69 cardeais, cerca de 1300 bispos de todo o mundo e 41 superiores de congregações religiosas, entre outras personalidades, pediram ao Papa o início da causa de sua beatificação e canonização. Em 12 de maio de 1981 foi aberto o processo de beatificação de Josemaría Escrivá. A 9 de abril de 1990 o Papa João Paulo II declarou a heroicidade de suas virtudes cristãs, e a 6 de julho de 1991 decretou o carácter milagroso de uma cura atribuída à sua intercessão. Foi beatificado em 17 de maio de 1992, na Praça de São Pedro, no Vaticano.
Do "Breve Apostólico" da Beatificação se extrai o seguinte texto: O Fundador do Opus Dei recordou que a universalidade do chamamento à plenitude da união com Cristo implica também que qualquer atividade humana se pode converter em lugar de encontro com Deus. […] Foi um autêntico mestre de vida cristã e soube alcançar o cume da contemplação com a oração contínua, a mortificação constante, o esforço quotidiano de um trabalho realizado com exemplar docilidade às moções do Espírito Santo, a fim de servir a Igreja como a Igreja quer ser servida.
O decreto pontifício de 20 de dezembro de 2001 reconheceu o caráter milagroso de uma segunda cura atribuída à intercessão do então Beato Josemaría.

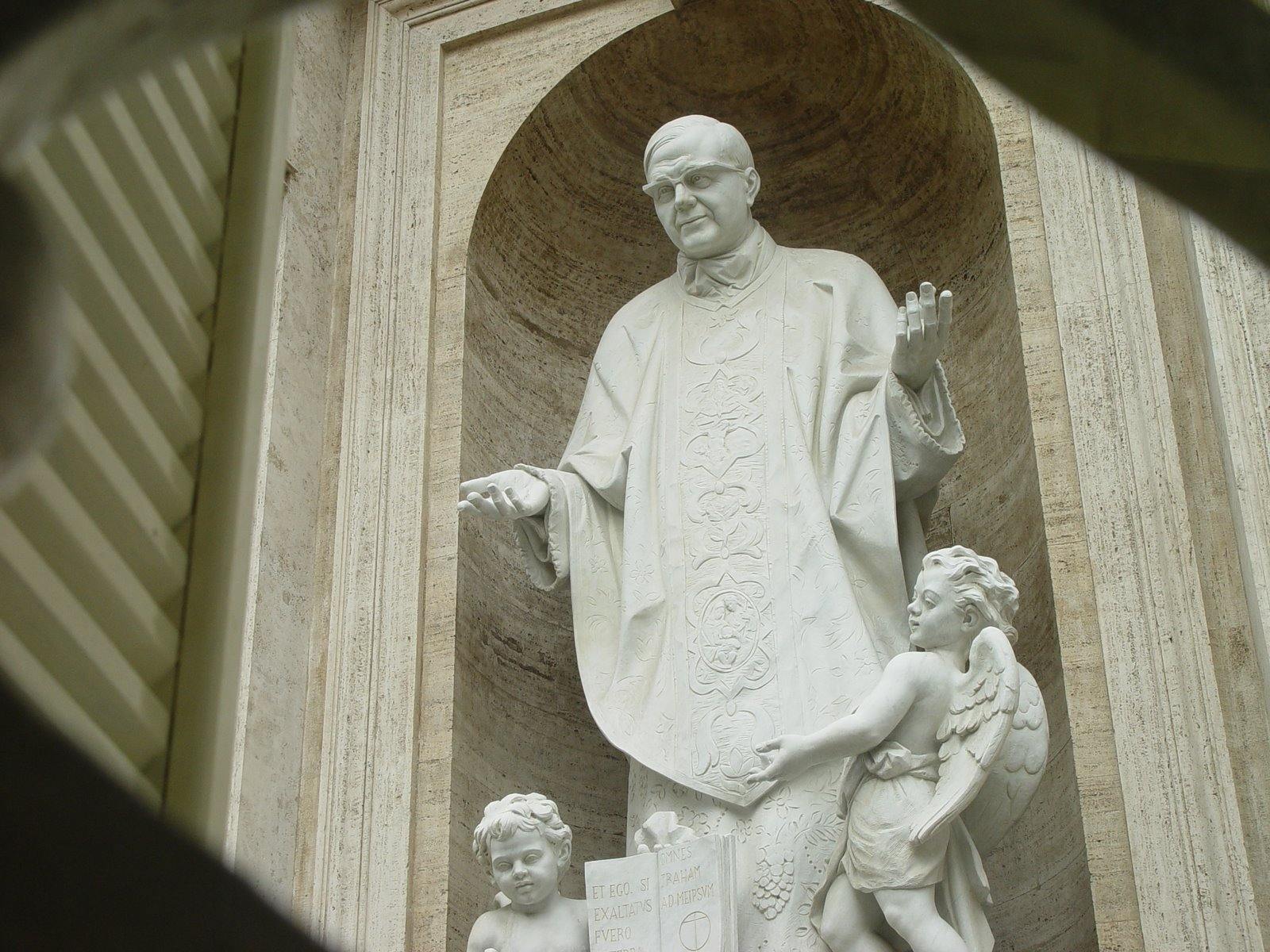
Estátua de S. Josemaria na Basílica de São Pedro, Cidade do Vaticano

Em 6 de outubro de 2002 foi canonizado pelo Papa João Paulo II, também na Praça de São Pedro, diante de uma multidão de centenas de milhares de peregrinos vindos de todo o mundo. Desde então, no dia 26 de Junho a Igreja celebra o dia de S. Josemaría Escrivá. Em 2005 Bento XVI abençoou uma estátua em mármore de São Josemaría Escrivá colocada no exterior da Basílica de São Pedro em Roma.
Sobre ele João Paulo II disse: São Josemaría foi um mestre na prática da oração, o que considerava uma extraordinária "arma" para redimir o mundo. Recomendava sempre: ""Primeiro, oração; depois expiação; em terceiro lugar, muito "em terceiro lugar", ação"" (Caminho, n. 82). Não é um paradoxo, se não uma verdade perene: a fecundidade do apostolado reside, antes de tudo, na oração e numa vida sacramental intensa e constante. Este é, no fundo, o segredo da santidade e do verdadeiro êxito dos santos. (Da homilia na missa de canonização).

## Homenagens
Após a sua Canonização em 2002, S. Josemaría Escrivá teve inúmeras ruas, praças, igrejas, esculturas e placas dedicadas a ele em todo o mundo, também no Brasil e Portugal, além de series de selos postais comemorativos em diversos países.
- No dia 30 de agosto de 2005, o então Papa Bento XVI presidiu a cerimônia de entronização de uma estátua de mármore de 5 metros de altura num dos nichos da fachada externa esquerda da Basílica de São Pedro, reservados por São João Paulo II para santos fundadores de instituições da Igreja Católica no século XX. A estátua é obra do escultor italiano Romano Cosci, e representa o santo revestido com paramentos para a Missa, rodeado de 2 anjos.
- No dia 8 de novembro de 2008, em cerimônia presidida por D. Raymundo Damasceno Assis, Cardeal-Arcebispo de Aparecida do Norte e então presidente da Conferência Episcopal Latino-americana - CELAM, foi inaugurada dentro da Basílica Antiga de Aparecida a estátua de Mons. Escrivá, local que visitara em peregrinação em 28 de maio de 1974 por ocasião de sua vinda ao Brasil.
- No dia 21 de setembro de 2008, na cidade de Nkama-Bangala (“Quinhentos bastões”, na língua lari) na República do Congo teve lugar a missa de inauguração da igreja de São Josemaria Escrivá foi presidida pelo Núncio Apostólico do Congo-Brazzaville e do Gabão, D. Andrés Carrascosa, D. Portella, bispo de Kinkala, D. André Minzonzo, bispo de Nkay, e vários padres da diocese de Kinkala, onde se encontra a nova igreja.[13]

## Publicações do Fundador do Opus Dei
- A Abadessa de Las Huelgas (1944).
- Considerações espirituais (1934).
- Santo Rosário. São Paulo: Quadrante, 2001. 64p. il. ISBN 85-7465-038-2.
- Caminho. São Paulo: Quadrante, 1999. 352p. ISBN 85-7465-001-3.
- Questões atuais do Cristianismo. São Paulo: Quadrante, 1986. 204p.
- Amigos de Deus: homilias. São Paulo: Quadrante, s.d.. 260p. ISBN 85-7465-033-1 .
- É Cristo que passa (1977).
- Via Sacra (1981).
- Sulco (1986).
- Forja (1987).
- Amar a Igreja. São Paulo: Quadrante (2004). ISBN 85-7465-078-1 .

### Estudos históricos e monografias científicas
- Cornelio Fabro, Salvatore Garofalo, Maria Adelaide Raschini (1993). Santos en el mundo: estudios sobre los escritos del Beato Josemaría Escrivá (2ª edición). Ediciones Rialp. ISBN 9788432129452.
- Herrando Prat de la Riba, Ramón (2002). Los años de seminario de Josemaría Escrivá en Zaragoza, 1920-1925. Ediciones Rialp. ISBN 9788432134029.
- Comella, Beatriz (2010). Josemaría Escrivá de Balaguer en el Real Patronato de Santa Isabel de Madrid (1931-1945). Ediciones Rialp. ISBN 978-84-321-3827-0.
- Toldrà Parés, Jaime (2007). Josemaría Escrivá en Logroño (1915-1925). Ediciones Rialp. ISBN 9788432136443.
- Francisco Varo (2009). Alegres con esperanza. Textos de san Pablo meditados por san Josemaría. Ediciones Rialp. ISBN 9788432137297.

### Testemunhos
- Rafael Gómez Pérez (1994). Trabajando junto al beato Josemaría (2ª edición). Ediciones Rialp. ISBN 9788432130502.
- Rafael Serrano (1992). Así le vieron: testimonios sobre monseñor Escrivá de Balaguer (2ª edición). Ediciones Rialp. ISBN 9788432128769.
- José María García Lahiguera (1992). Josemaría Escrivá de Balaguer, un hombre de Dios. Volumen 1 (4ª edición). Palabra. ISBN 9788471187895.
- Pedro Cantero Cuadrado (1992). Josemaría Escrivá de Balaguer, un hombre de Dios. Volumen 2 (3ª edición). Palabra. ISBN 9788471187901.
- José María Bueno Monreal (1991). Josemaría Escrivá de Balaguer, un hombre de Dios. Volumen 3 (2ª edición). Palabra. ISBN 9788471187918.
- Enrique Delgado Gómez, Abilio del Campo y de la Bárcena (1992). Josemaría Escrivá de Balaguer, un hombre de Dios. Volumen 4 (2ª edición). Palabra. ISBN 9788471187925.
- Juan Hervás Benet, Silvestre Sancho Morales (1992). Josemaría Escrivá de Balaguer, un hombre de Dios. Volumen 5 (1ª edición). Palabra. ISBN 9788471187987.
- José López Ortiz, Santos Moro Briz (1992). Josemaría Escrivá de Balaguer, un hombre de Dios. Volumen 6 (2ª edición). Palabra. ISBN 9788471187994.
- Laureano Castán Lacoma, Francisco Peralta Ballabriga (1992). Josemaría Escrivá de Balaguer, un hombre de Dios. Volumen 8 (2ª edición). Palabra. ISBN 9788471188113.
- Juliá Díaz, Ernesto (2010). El santo de lo ordinario. Impresiones de la vida cotidiana junto a san Josemaría Escrivá. Cobel Ediciones. ISBN 978-84-15024-32-3.
- Herranz Casado, Julián (2011). Dios y audacia. Mi juventud junto a san Josemaría. Ediciones Rialp. ISBN 9788432138249.

### Citações em Enciclopédias
- International Who's Who (Londres)
- Dictionary of International Biography (Cambridge)
- Who's Who in the World (Chicago)
- Diccionario Enciclopedico Salvat (Madrid)
- Gran Enciclopedia Rialp (Madrid)

## Na cultura popular
- Josemaria Escrivá é representado no início da sua vida como sacerdote no filme There Be Dragons dirigido por Roland Joffé, diretor de A Missão e Os Gritos do Silêncio.
- Josemaria Escrivá é representado como um antagonista secundário no terceiro episódio do NerdCast especial de RPG Call of Cthulhu, narrado por Leonel Caldela em parceria com a equipe do Jovem Nerd. [14]